# Poesía SUD

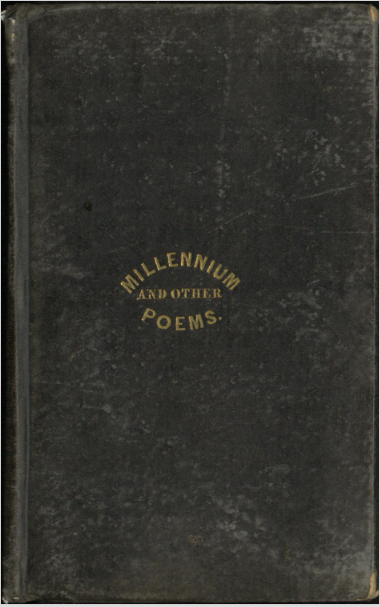
Volumen de poesía original de Parley P. Pratt relacionado con la Iglesia Mormona, publicado en 1840.

La poesía SUD (o poesía mormona) es poesía escrita por miembros del Movimiento de los Santos de los Últimos Días. Los mormones han compuesto poesía desde los primeros años de la Iglesia a principios de 1800. Para los mormones la poesía es una forma de arte que puede traer al Espíritu Santo hacia el mensaje presentado. Por ejemplo, el Elder's Journal publicado en Far West en 1838 y editado por Joseph y Don Carlos Smith, contenía un tributo poético a James G. Marsch. Más recientemente la poesía ha sido tratada en el Conferencia General mormona por varios apóstoles de la iglesia. Por ejemplo, en 1972, como parte de su ponencia, el Elder Bruce R. McConkie leyó su poema "I Believe in Christ" que más tarde se convirtió en un himno SUD. Muchos años más tarde, el élder Boyd K. Packer compartió su fe sobre el poder de limpieza de Jesús en su poema "Washed Clean" como parte de su charla en la conferencia de abril. Aparte de estos ejemplos de piezas personales, la poesía de varios autores se suele utilizar en los mensajes de la Conferencia General. De hecho, el actual Presidente de la Iglesia, Thomas Monson, es un gran amante de la poesía y la ha nombrado en sus propias charlas.

## Algunos poetas SUD
- Eloise Bell
- Marden J. Clark
- Susan Elizabeth Howe
- Lance Larsen
- George Manwaring
- Carol Lynn Pearson
- Eliza R. Snow
- Orson F. Whitney
- Susan Noyes Anderson-página web de poesía
- Clinton F. Larson
- Emma Lou Thayne
- Michael Robert Collings